# Pavonia subhastata
Pavonia subhastata är en malvaväxtart som beskrevs av José Jéronimo Triana och Planch.. Pavonia subhastata ingår i släktet påfågelsmalvor, och familjen malvaväxter. Inga underarter finns listade i Catalogue of Life.